# Slot 1
Slot 1 — фізична та електрична специфікації для розніму, що використовується деякими мікропроцесорами виробництва компанії Intel, включаючи Celeron, Pentium II та Pentium III. Було розроблено і реалізовано специфікації, як для одного, так і для двох мікропроцесорів.

## Загальні відомості
Інтерфейс Slot 1 був представлений компанією Intel 7 травня 1997 разом з першими процесорами Pentium II, для яких він призначався. Поява цього інтерфейсу було пов'язано в першу чергу з необхідністю прискорення роботи процесора з кеш-пам'яттю другого рівня щодо систем на процесорах Pentium, не пов'язаного зі значним підвищенням вартості виробництва процесорів (процесор Pentium Pro, що мав швидкодіючий кеш, обходився вкрай дорого). Найкращим на той момент рішенням виявилося розміщення процесора і мікросхем кеш-пам'яті на процесорній платі, що знаходиться у картриджі. Процесор в такому корпусі містився в щілинний роз'єм з 242 контактами, що розташовувалися з обох сторін роз'єму у два ряди, асиметрично розділеного ключем, що запобігає неправильній установці процесора.
У листопаді 1998 року процесори Celeron, що мали інтегрований кеш другого рівня, були переведені на новий гніздовий роз'єм — Socket 370. Восени 1999 року було розпочато випуск процесорів Pentium III по 180 нм техпроцесу, вони також отримали інтегрований кеш другого рівня, що дозволило остаточно відмовитися від використання процесорної плати і картриджа.
Роз'єм Slot 1 використовувався процесорами Intel, призначеними для настільних комп'ютерів: Pentium II всіх моделей, ранніми Pentium III і Celeron. Існували також перехідники (слоткети), що дозволяли використовувати процесори, розраховані на гніздовий роз'єм Socket 370, в системних платах з роз'ємом Slot 1. Однак такі плати, як правило, підтримували тільки напруги живлення, необхідні для процесорів на основі ядер Mendocino і Coppermine, для Tualatin необхідно було використовувати перехідники з перетворювачем напруги, наприклад, фірми PowerLeap. Також випускалися перехідники Socket 8 -> Slot 1, що дозволяли використовувати процесори Pentium Pro.

## Характеристики
- Тип роз'єму: щілинний
- Число контактів: 242
- Використовувана шина: GTL +
- Частота шини, МГц: 66 — 133
- Напруга, В: 1,65 — 2,80
- Підтримувані процесори: Intel Pentium II, Pentium III, Celeron
- Підтримувані форм-фактори процесорів: SECC, SECC2, SEPP